# Benjamin Becker
Benjamin Becker (født 16. juni 1981 i Merzig, Vesttyskland) er en tysk tennisspiller, der blev professionel i 2005. Han har, pr. maj 2009, vundet en enkelt ATP-singleturnering. Sejren kom ved en turnering i hollandske 's-Hertogenbosch i juni 2009. Hans bedste resultat i Grand Slam-sammenhæng er en plads i 4. runde ved US Open i 2006.
Becker er 178 cm. høj og vejer 79 kilo. Han er ikke i familie med hans landsmand Boris Becker.